# جسیکا جکلی
جسیکا جکلی (انگلیسی: Jessica Jackley؛ زادهٔ ۲۹ اکتبر ۱۹۷۷) یک مدیر عامل اجرایی اهل ایالات متحده آمریکا است. همسر دوم و فعلی وی رضا اصلان است. او مسیحی است و سه پسر دارد.